# İntiqam Zairov
İntiqam Zairov (ur. 21 kwietnia 1985 w Baku) – azerski sztangista, mistrz i wicemistrz Europy.
Startuje w kategorii wagowej do 94 kg. Jest złotym medalistą mistrzostw Europy z Tirany (2013) i srebrnym medalistą z 2009 roku. Startował w igrzyskach olimpijskich w Londynie, zajmując 6. miejsce oraz cztery lata wcześniej, w Pekinie w 2008 roku, zajmując 9. miejsce. 31 sierpnia 2016 roku anulowane mu zostały osiągnięcia olimpijskie gdyż wykryto u niego środki niedozwolone.

## Osiągnięcia
| Rok  | Zawody               | Miasto    | Miejsce | Kategoria | Wynik  |
| ---- | -------------------- | --------- | ------- | --------- | ------ |
| 2008 | Igrzyska olimpijskie | Pekin     | DSQ     | do 85 kg  | 361 kg |
| 2009 | Mistrzostwa Europy   | Bukareszt | 2.      | do 85 kg  | 368 kg |
| 2012 | Igrzyska olimpijskie | Londyn    | 6.      | do 94 kg  | 397 kg |
| 2013 | Mistrzostwa Europy   | Tirana    | 1.      | do 94 kg  | 396 kg |